# Rudolfov
Rudolfov (en allemand : Rudolfstadt) est une ville du district de České Budějovice, dans la région de Bohême-du-Sud, en République tchèque. Sa population s'élevait à 2 559 habitants en 2023.

## Géographie
Rudolfov se trouve à 7 km au nord-est du centre de České Budějovice et à 121 km au sud de Prague.
La commune se compose de deux sections séparées par la commune de Vráto. La section principale est limitée par Hůry et Adamov au nord, par Jivno à l'est, par Hlincová Hora et Dubičné au sud, et par Vráto à l'ouest. Le quartier de Hlinsko est limité par Vráto au nord, par Dubičné à l'est, par Dobrá Voda u Českých Budějovic au sud et par České Budějovice à l'ouest.

## Histoire
Le village de Wes a été mentionné pour la première fois dans un acte de 1375. Dix ans plus tard, sous le règne du roi Venceslas, l'exploitation de mines d'argent apparaît dans les sources.

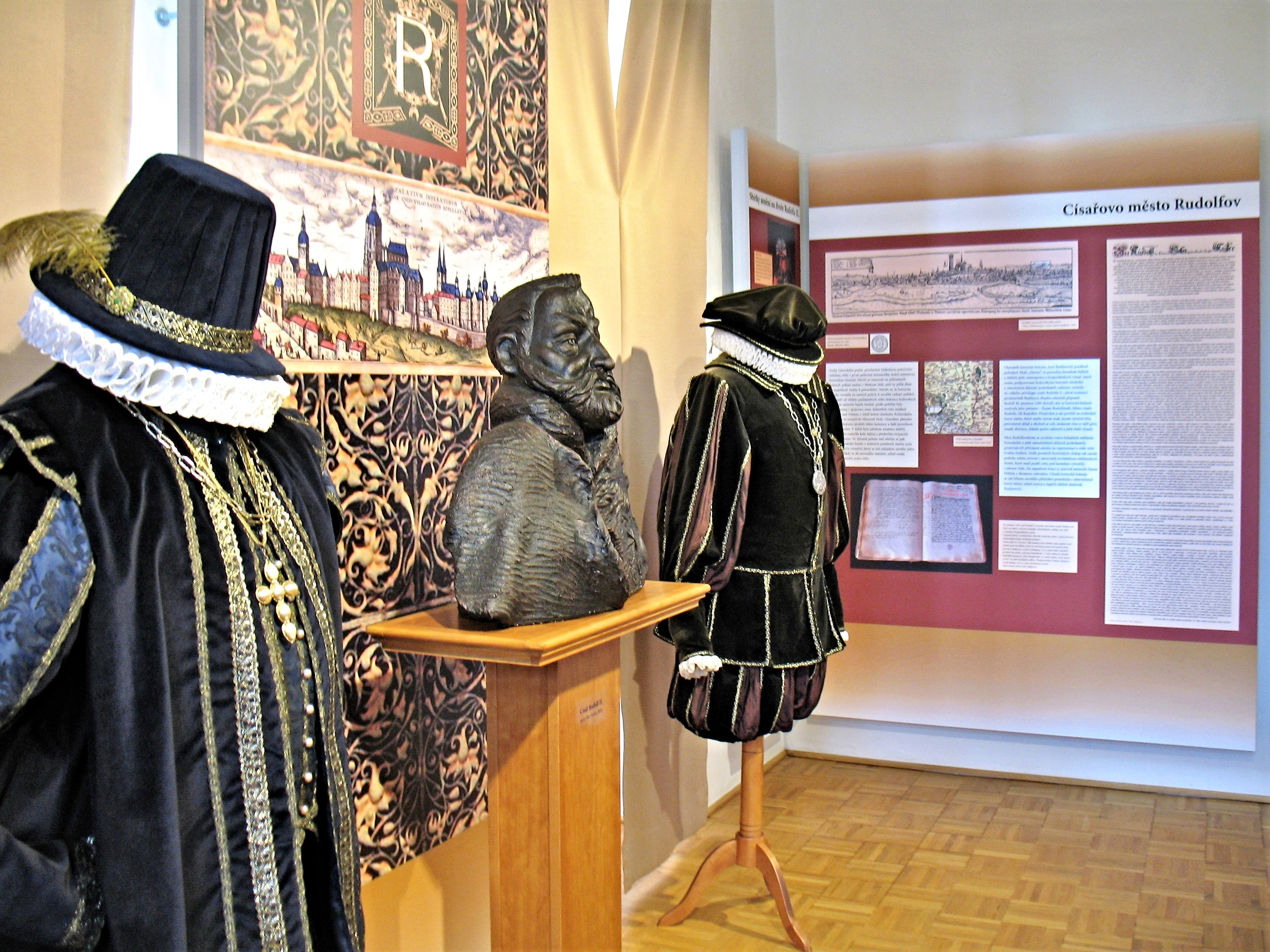
Exposition au Musée de la mine.

La ville actuelle a été fondée par l'empereur Rodolphe II en 1585. En 1611, la soldatesque de l'évêché de Passau (Passauer Kriegsvolk) se livre à des pillages à Rudolfov ; pendant la guerre de Trente Ans, en 1619, la ville fut dévastée par les troupes impériales de Charles-Bonaventure de Longueval.

## Administration
La commune se compose de deux sections :
- Hlinsko u Vráta
- Rudolfov u Českých Budějovic

## Galerie

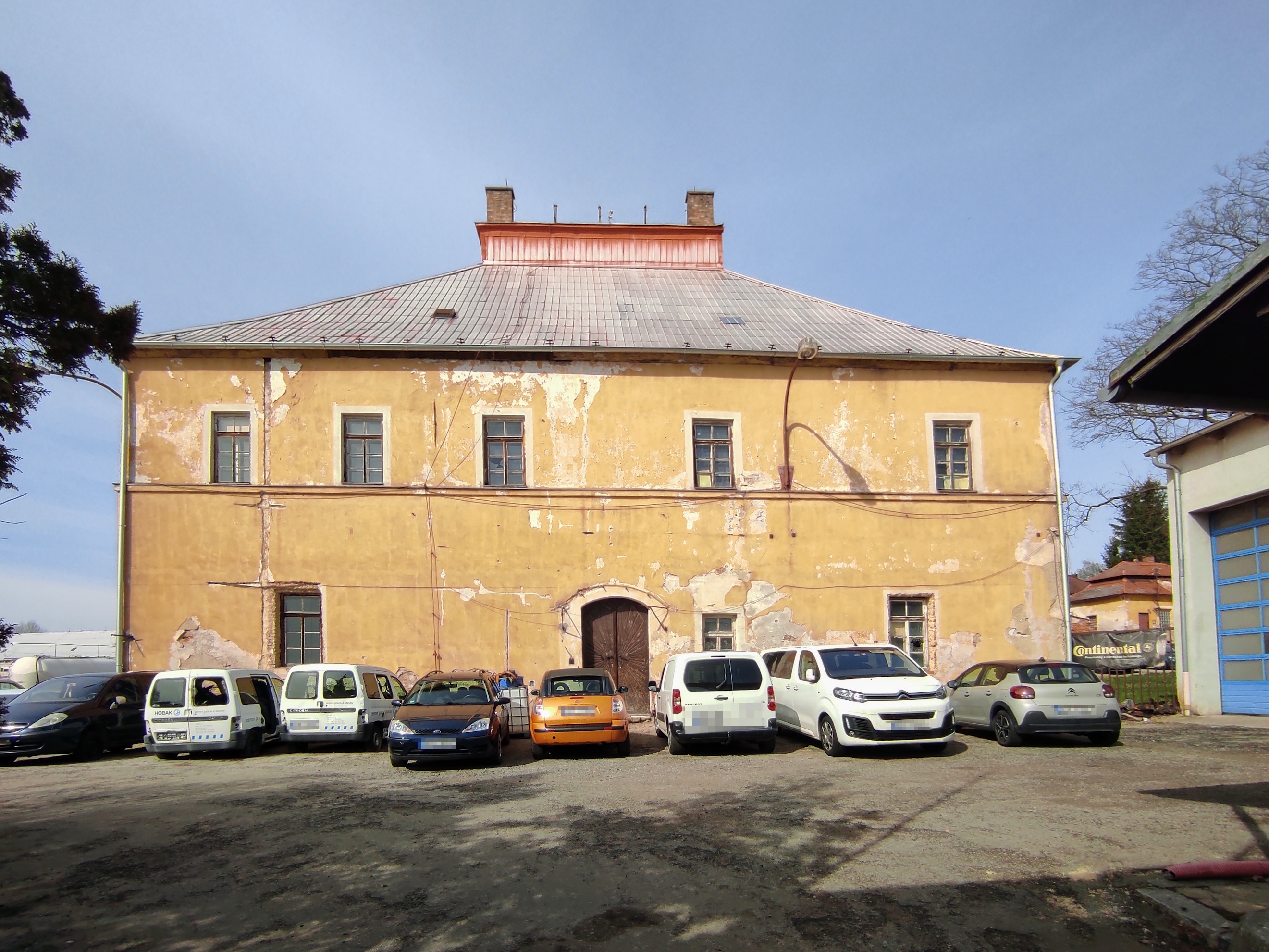
Rudolfov : maison forte.
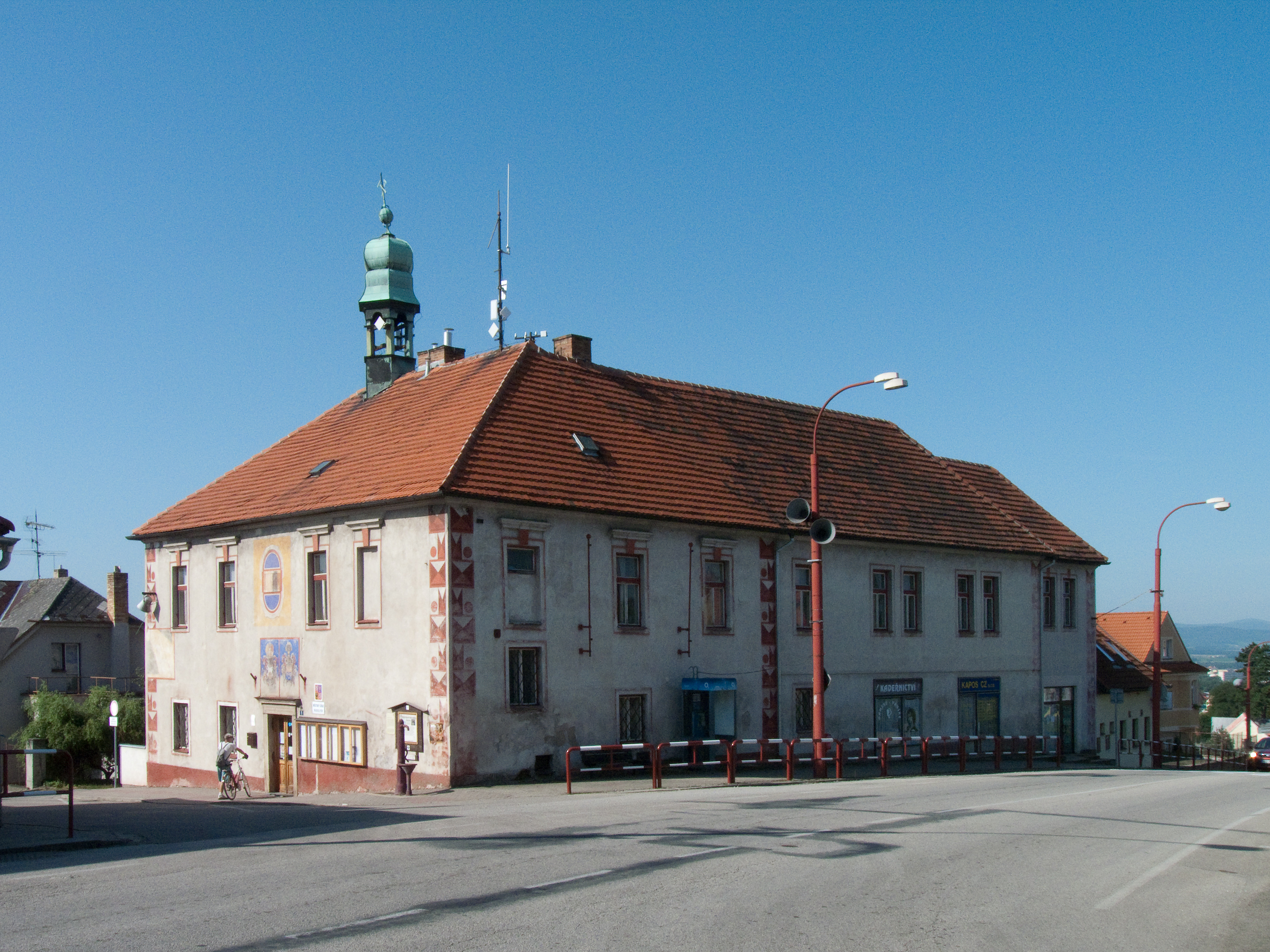
Musée municipal.

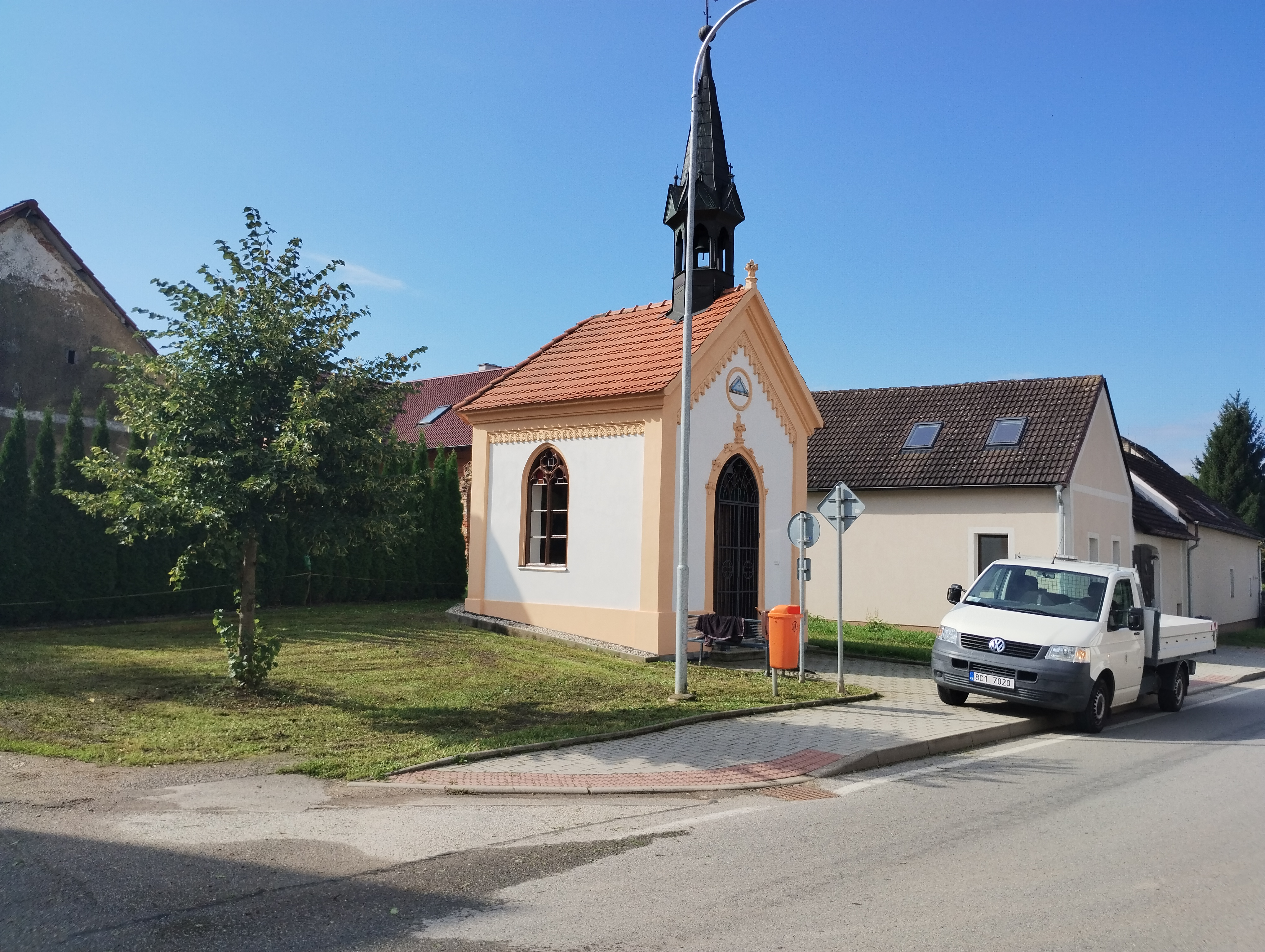
Chapelle à Hlinsko.
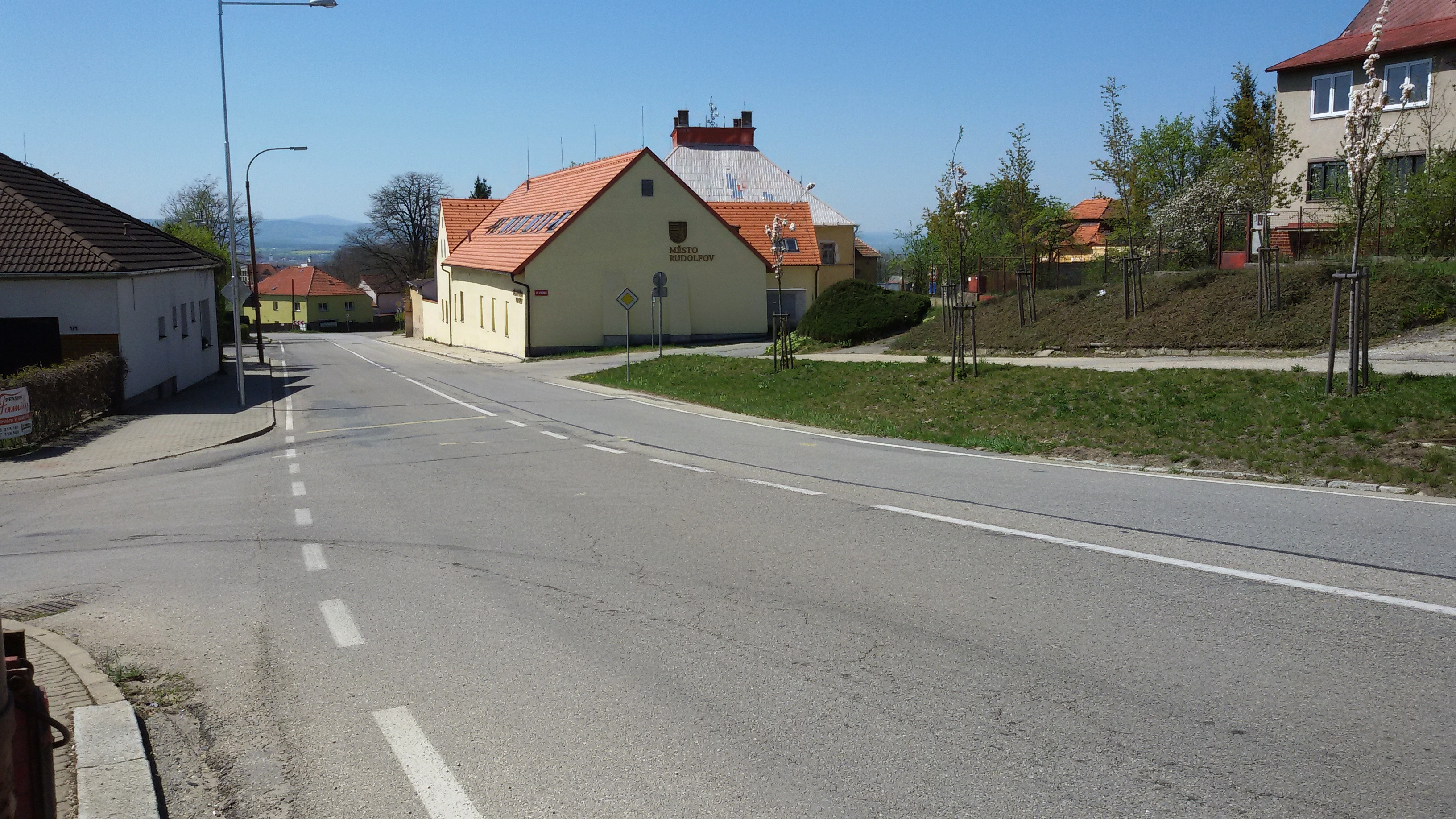
Hôtel de ville.

## Transports
Par la route, Rudolfov se trouve à 5,5 km de České Budějovice et à 152 km de Prague.